# Artenara

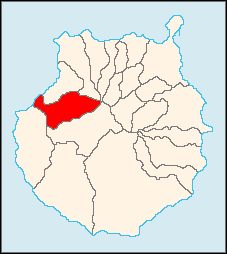
Localização de Artenara

Artenara é um município da Espanha na província de Las Palmas, comunidade autónoma das Canárias. Tem 66,7 km² de área e em 2021 tinha 1 046 habitantes (densidade: 15,7 hab./km²).

## Demografia
| Variação demográfica do município entre 1991 e 2004 | Variação demográfica do município entre 1991 e 2004 | Variação demográfica do município entre 1991 e 2004 | Variação demográfica do município entre 1991 e 2004 |
| --------------------------------------------------- | --------------------------------------------------- | --------------------------------------------------- | --------------------------------------------------- |
| 1991                                                | 1996                                                | 2001                                                | 2004                                                |
| 1105                                                | 1250                                                | 1319                                                | 1469                                                |

| Noroeste: Oceano AtlânticoArtenara | Norte: Agaete | Nordeste: Gáldar |
| Oeste: San Nicolás de Tolentino    | Artenara      | Este: Tejeda     |
|                                    | Sul: Tejeda   | Suleste: Tejeda  |